# Olympische Sommerspiele 2008/Rudern – Achter (Frauen)
Der Ruderwettbewerb im Achter der Frauen bei den Olympischen Spielen 2008 in Peking wurde vom 11. bis zum 17. August 2008 auf dem Olympischen Ruder- und Kanupark Shunyi ausgetragen. 63 Athletinnen in sieben Booten traten an.
Die Ruderregatta, die über 2000 Meter ausgetragen wurde, begann mit zwei Vorläufen. Die Boote auf Platz 1 qualifizierten sich direkt für das Finale, die anderen mussten in den Hoffnungslauf. Hier qualifizierten sich die ersten vier Boote für das Finale, das letzte Boot schied aus.
Die jeweils qualifizierten Boote sind hellgrün unterlegt.

## Titelträger
| Olympiasieger | Rumänien Ruderer: Rodica Florea, Viorica Susanu, Aurica Bărăscu, Ioana Papuc Liliana Gafencu, Elisabeta Lipă, Georgeta Damian, Doina Ignat Steuerfrau: Elena Georgescu         | Athen 2004   |
| Weltmeister   | Vereinigte Staaten Ruderer: Brett Sickler, Lindsay Shoop, Anna Goodale, Samantha Magee Anna Mickelson, Zsuzsanna Francia, Caroline Lind, Caryn Davies Steuerfrau: Mary Whipple | München 2007 |

## Vorläufe
11. August 2008

### Vorlauf 1
| Platz | Nation             | Athletinnen | Steuerfrau             | Zeit (min) |
| ----- | ------------------ | --- | ---------------------- | ---------- |
| 1     | Vereinigte Staaten | Erin Cafaro, Lindsay Shoop, Anna Goodale, Elle Logan Anna Cummins, Zsuzsanna Francia, Caroline Lind, Caryn Davies,                          | Mary Whipple           | 6:06,53    |
| 2     | Großbritannien     | Carla Ashford, Beth Rodford, Natasha Page, Natasha Howard Jessica Eddie, Sarah Winckless, Alison Knowles, Catherine Greves                  | Caroline O’Connor      | 6:08,68    |
| 3     | Kanada             | Heather Mandoli, Andréanne Morin, Sarah Bonikowsky, Ashley Brzozowicz Romina Stefancic, Buffy-Lynne Williams, Darcy Marquardt, Jane Rumball | Lesley Thompson-Willie | 6:12,68    |
| 4     | Deutschland        | Christina Hennings, Katrin Reinert, Nina Wengert, Nadine Schmutzler Lenka Wech, Maren Derlien, Nicole Zimmermann, Elke Hipler               | Annina Ruppel          | 6:14,42    |

### Vorlauf 2
| Platz | Nation      | Athletinnen | Steuerfrau        | Zeit (min) |
| ----- | ----------- | --- | ----------------- | ---------- |
| 1     | Rumänien    | Constanța Burcică, Viorica Susanu, Rodica Șerban, Enikő Barabás Simona Mușat, Ioana Papuc, Georgeta Andrunache, Doina Ignat                     | Elena Georgescu   | 6:05,77    |
| 2     | Niederlande | Femke Dekker, Marlies Smulders, Nienke Kingma, Roline Repelaer van Driel Annemarieke van Rumpt, Helen Tanger, Sarah Siegelaar, Annemiek de Haan | Ester Workel      | 6:07,41    |
| 3     | Australien  | Pauline Frasca, Brooke Pratley, Sally Kehoe, Natalie Bale Elizabeth Kell, Kate Hornsey, Sarah Tait, Sarah Heard                                 | Elizabeth Patrick | 6:07,93    |

## Hoffnungslauf
13. August 2008
| Platz | Nation         | Athletinnen | Steuerfrau             | Zeit (min) |
| ----- | -------------- | --- | ---------------------- | ---------- |
| 1     | Kanada         | Heather Mandoli, Andréanne Morin, Sarah Bonikowsky, Ashley Brzozowicz Romina Stefancic, Buffy-Lynne Williams, Darcy Marquardt, Jane Rumball     | Lesley Thompson-Willie | 6:10,50    |
| 2     | Niederlande    | Femke Dekker, Marlies Smulders, Nienke Kingma, Roline Repelaer van Driel Annemarieke van Rumpt, Helen Tanger, Sarah Siegelaar, Annemiek de Haan | Ester Workel           | 6:11,58    |
| 3     | Großbritannien | Carla Ashford, Beth Rodford, Natasha Page, Natasha Howard Jessica Eddie, Sarah Winckless, Alison Knowles, Catherine Greves                      | Caroline O’Connor      | 6:12,10    |
| 4     | Australien     | Pauline Frasca, Brooke Pratley, Sally Kehoe, Natalie Bale Elizabeth Kell, Kate Hornsey, Sarah Tait, Sarah Heard                                 | Elizabeth Patrick      | 6:12,52    |
| 5     | Deutschland    | Christina Hennings, Katrin Reinert, Nina Wengert, Nadine Schmutzler Lenka Wech, Maren Derlien, Nicole Zimmermann, Elke Hipler                   | Annina Ruppel          | 6:14,45    |

### A-Finale
17. August 2008, 10:10 Uhr MESZ

Anmerkung: zur Ermittlung der Plätze 1 bis 6
| Platz | Nation             | Athletinnen | Steuerfrau             | Zeit (min) | Anmerkung                      |
| ----- | ------------------ | --- | ---------------------- | ---------- | ------------------------------ |
| 1     | Vereinigte Staaten | Erin Cafaro, Lindsay Shoop, Anna Goodale, Elle Logan, Anna Cummins, Zsuzsanna Francia, Caroline Lind, Caryn Davies                               | Mary Whipple           | 6:05,34    |                                |
| 2     | Niederlande        | Femke Dekker, Marlies Smulders, Nienke Kingma, Roline Repelaer van Driel, Annemarieke van Rumpt, Helen Tanger, Sarah Siegelaar, Annemiek de Haan | Ester Workel           | 6:07,22    |                                |
| 3     | Rumänien           | Constanța Burcică, Viorica Susanu, Rodica Șerban, Enikő Barabás, Simona Mușat, Ioana Papuc, Georgeta Andrunache, Doina Ignat                     | Elena Georgescu        | 6:07,25    |                                |
| 4     | Kanada             | Heather Mandoli, Andréanne Morin, Sarah Bonikowsky, Ashley Brzozowicz, Romina Stefancic, Buffy-Lynne Williams, Darcy Marquardt, Jane Rumball     | Lesley Thompson-Willie | 6:08,04    |                                |
| 5     | Großbritannien     | Carla Ashford, Beth Rodford, Louisa Reeve, Alice Freeman, Natasha Page, Sarah Winckless, Jessica Eddie, Catherine Greves                         | Caroline O’Connor      | 6:13,74    |                                |
| 6     | Australien         | Pauline Frasca, Brooke Pratley, Sally Kehoe, Natalie Bale, Elizabeth Kell, Kate Hornsey, Sarah Tait, Sarah Heard                                 | Elizabeth Patrick      | 6:14,22    |                                |
| 7     | Deutschland        | Christina Hennings, Katrin Reinert, Nina Wengert, Nadine Schmutzler, Lenka Wech, Maren Derlien, Nicole Zimmermann, Elke Hipler                   | Annina Ruppel          |            | im Hoffnungslauf ausgeschieden |